# Can Viladevall del carrer Sant Agustí
Can Viladevall del carrer Sant Agustí és una obra noucentista de Mataró (Maresme) protegida com a Bé Cultural d'Interès Local.

## Descripció
Edifici en cantonada i pati posterior de planta baixa i dues plantes pis. La façana del carrer Sant Agustí presenta una simetria central marcada per les tres obertures de la planta baixa i els dos balcons del primer pis. La façana del carrer d'Ibran presenta també una simetria central accentuada pel cos sobresortint del segon pis. Totes les obertures són amb arcs escarsers incloent les petites finestres en la coronació de l'edifici. S'observa un estucat encoixinat a la cantonada i sòcol de l'edifici i garlandes esgrafiades sobre les obertures.